# Stenotarsus favareli
Stenotarsus favareli es una especie de coleóptero de la familia Endomychidae.

## Distribución geográfica
Habita en Gabón.